# Illertissen
Illertissen er en by i Landkreis Neu-Ulm i Regierungsbezirk Schwaben i den tyske delstat Bayern.

## Historie
Illertissen nævnes første gang under navnet „Tussa“ i 954.
I til 12. til 13. århundrede byggedes under greverne von Kirchberg Burg Tissen, bedre kendt under det nuværende navn „Vöhlinschloss“. Slottet har siden 1803 hørt under den Bayerske stat, og været hjemsted for skiftende offentlige myndigheder. Fra 1983 har der i ledige dele af slottet været et museum for biavl og et hjemstavnsmuseum.

## Geografi
Illertissen ligger i en højde af 513 moh. i den sydvestlige del af Bayern, cirka 25 km syd for Ulm og 30 km nord for Memmingen i Mittelschwaben. Den har navn efter den ved bygrænsen mod vest løbende flod Iller.

### Inddeling
Illertissen består ud over hovedbyen af Au (mod nordvest), Betlinshausen (nordøst), Tiefenbach (nordøst) og Jedesheim (syd for byen).

### Nabokommuner
| Dietenheim (Alb-Donau-Kreis) (Stadtteil Regglisweiler) | Vöhringen Bellenberg | Weißenhorn                                                |
| Dietenheim (Alb-Donau-Kreis)                           |                      | Buch, Obenhausen (beide zur Verwaltungsgemeinschaft Buch) |
| Balzheim Balzheim (Alb-Donau-Kreis)                    | Altenstadt (Iller)   | Unterroth (zur Verwaltungsgemeinschaft Buch)              |